# Station Desselgem
Station Desselgem is een voormalig spoorwegstation aan spoorlijn 75 (Gent - Moeskroen) in Desselgem, gemeente Waregem.
Het station is in de jaren 1869-1870 geopend en had een losplaats voor kolen en vlas. Rondom het station ontwikkelde zich de wijk Spriete. In de jaren 60 van de 20e eeuw is het station afgebroken.